# Peke Barea
Ainize Barea Núñez (Arrigorriaga, Vizcaya, 25 de enero de 1992), más conocida como Peke o Peke Barea, es una futbolista española que juega como delantera en el Athletic Club de la Primera División Femenina de España.

## Trayectoria
Ainize Barea compaginó hasta los doce años el fútbol con la pelota vasca. Comenzó primero con el fútbol sala antes de llegar al CD Ugao. Fue allí donde recibió el sobrenombre de Peke, ya que había tres Ainizes en el equipo. Tras ocho años en la Liga Vasca, se estrenó en Primera División con el C. D. Santa Teresa de Badajoz donde su carrera se vio trastocada por una lesión. Una rotura de ligamento cruzado anterior de la rodilla derecha la obligó a operarse en marzo del año 2016, tras la cual estuvo de baja hasta octubre.
En el Deportivo jugó en varias posiciones, de extremo, de mediapunta, hasta ocupar su posición actual de delantera. Es la máxima goleadora histórica de R.C. Deportivo desde su refundación tras superar a Estefanía Pabst. Desde su vuelta a Primera División varios han sido los rumores que la sitúan en la selección española, especialmente cuando llegó a encadenar tres hat-tricks consecutivos en 10 días, llegando el seleccionador a ver necesario pronunciarse sobre este asunto. El febrero de 2020 Jorge Vilda declaró que "Peke está muy cerca de venir a la Selección".
En la actualidad compagina su carrera deportiva con estudios de Administración y Dirección de Empresas.
En agosto de 2024 dio a luz a su primer hijo

## Clubes
| Temporada | Equipo             | País   | Partidos Jugados (Liga) | Goles (Liga) |
| --------- | ------------------ | ------ | ----------------------- | ------------ |
| 2007-2015 | CD Ugao            | España |                         |              |
| 2015-2017 | C. D. Santa Teresa | España | 29                      | 7            |
| 2017-2021 | Deportivo Abanca   | España |                         | 84           |
| 2021-     | Athletic Club      | España | 41                      | 7            |

## Palmarés

### Campeonatos nacionales
- Campeona de la Segunda División Femenina Grupo 1 en 2019.[11]